# Ubexy
Ubexy (prononcé « ubsi », [ypsi]) est une commune française située dans le département des Vosges, en région Grand Est.
Ses habitants sont appelés les Ubecéens.

## Géographie

### Localisation
Ubexy se situe à l'ouest de la vallée de la Moselle à la même latitude que Vincey.

### Hydrographie et les eaux souterraines
Hydrogéologie et climatologie : Système d’information pour la gestion des eaux souterraines du bassin Rhin-Meuse :
Territoire communal : Occupation du sol (Corinne Land Cover); Cours d'eau (BD Carthage),
Géologie : Carte géologique; Coupes géologiques et techniques,
 Hydrogéologie : Masses d'eau souterraine; BD Lisa; Cartes piézométriques.

#### Réseau hydrographique
La commune est située dans le bassin versant du Rhin au sein du bassin Rhin-Meuse. Elle est drainée par le Colon, le ruisseau de Vincey, le ruisseau la Tarpe et le ruisseau le Colme,.
Le Colon, d'une longueur totale de 20,3 km, prend sa source dans la commune de Regney et se jette  dans le Madon à Xaronval, après avoir traversé 13 communes.

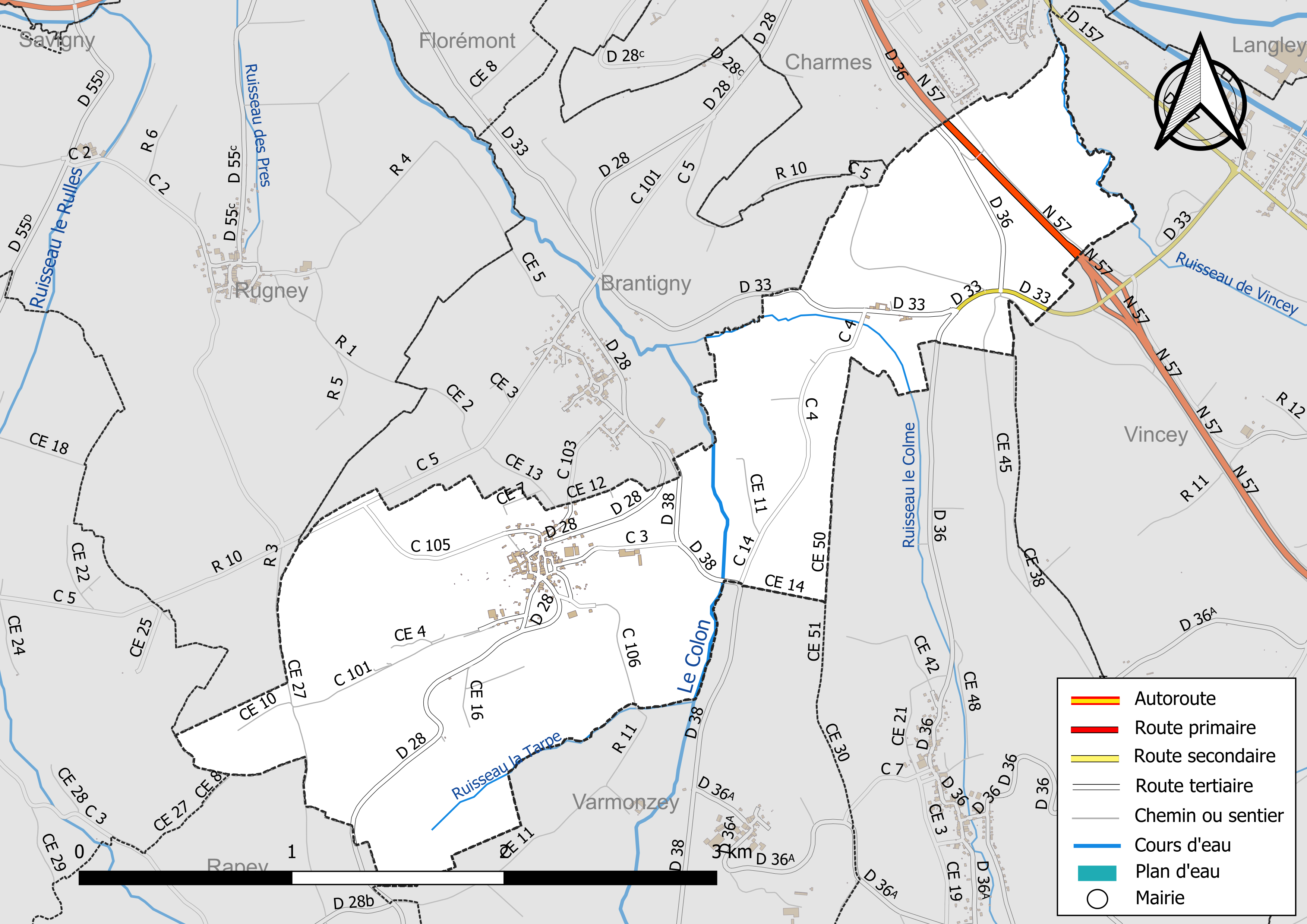
Réseaux hydrographique et routier d'Ubexy.

#### Gestion et qualité des eaux
Le territoire communal est couvert par le schéma d'aménagement et de gestion des eaux (SAGE) « Nappe des Grès du Trias Inférieur ». Ce document de planification, dont le territoire comprend le périmètre de la zone de répartition des eaux de la nappe des Grès du trias inférieur (GTI), d'une superficie de 1 497 km2,  est en cours d'élaboration. L’objectif poursuivi est de stabiliser les niveaux piézométriques de la nappe des GTI et atteindre l'équilibre entre les prélèvements et la capacité de recharge de la nappe. Il doit être cohérent avec les objectifs de qualité définis dans les SDAGE Rhin-Meuse et Rhône-Méditerranée. La structure porteuse de l'élaboration et de la mise en œuvre est le conseil départemental des Vosges.
La qualité des cours d’eau peut être consultée sur un site dédié géré par les agences de l’eau et l’Agence française pour la biodiversité. 

### Climat
Pour des articles plus généraux, voir Climat du Grand Est et Climat des Vosges.
En 2010, le climat de la commune est de type climat des marges montargnardes, selon une étude du Centre national de la recherche scientifique s'appuyant sur une série de données couvrant la période 1971-2000. En 2020, Météo-France publie une typologie des climats de la France métropolitaine dans laquelle la commune est exposée à un climat semi-continental et est dans la région climatique  Lorraine, plateau de Langres, Morvan, caractérisée par un hiver rude (1,5 °C), des vents modérés et des brouillards fréquents en automne et hiver. 
Pour la période 1971-2000, la température annuelle moyenne est de 9,6 °C, avec une amplitude thermique annuelle de 17,1 °C. Le cumul annuel moyen de précipitations est de 974 mm, avec 12,7 jours de précipitations en janvier et 9,9 jours en juillet. Pour la période 1991-2020, la température moyenne annuelle observée sur la station météorologique de Météo-France la plus proche, « Mirecourt-inra », sur la commune de Mirecourt à 11 km à vol d'oiseau, est de 10,4 °C et le cumul annuel moyen de précipitations est de 824,3 mm. 
La température maximale relevée sur cette station est de 39,5 °C, atteinte le 25 juillet 2019 ; la température minimale est de −19,5 °C, atteinte le 20 décembre 2009,,. 
Les paramètres climatiques de la commune ont été estimés pour le milieu du siècle (2041-2070) selon différents scénarios d'émission de gaz à effet de serre à partir des nouvelles projections climatiques de référence DRIAS-2020. Ils sont consultables sur un site dédié publié par Météo-France en novembre 2022.

## Urbanisme

### Typologie
Au 1er janvier 2024, Ubexy est catégorisée commune rurale à habitat dispersé, selon la nouvelle grille communale de densité à sept niveaux définie par l'Insee en 2022.
Elle est située hors unité urbaine. Par ailleurs la commune fait partie de l'aire d'attraction de Charmes, dont elle est une commune de la couronne,. Cette aire, qui regroupe 10 communes, est catégorisée dans les aires de moins de 50 000 habitants,.

### Occupation des sols
L'occupation des sols de la commune, telle qu'elle ressort de la base de données européenne d’occupation biophysique des sols Corine Land Cover (CLC), est marquée par l'importance des territoires agricoles (83 % en 2018), en diminution par rapport à 1990 (88,3 %). La répartition détaillée en 2018 est la suivante : 
prairies (36,7 %), terres arables (27,2 %), zones agricoles hétérogènes (19,1 %), forêts (11,7 %), zones urbanisées (5,3 %). L'évolution de l’occupation des sols de la commune et de ses infrastructures peut être observée sur les différentes représentations cartographiques du territoire : la carte de Cassini (XVIIIe siècle), la carte d'état-major (1820-1866) et les cartes ou photos aériennes de l'IGN pour la période actuelle (1950 à aujourd'hui).

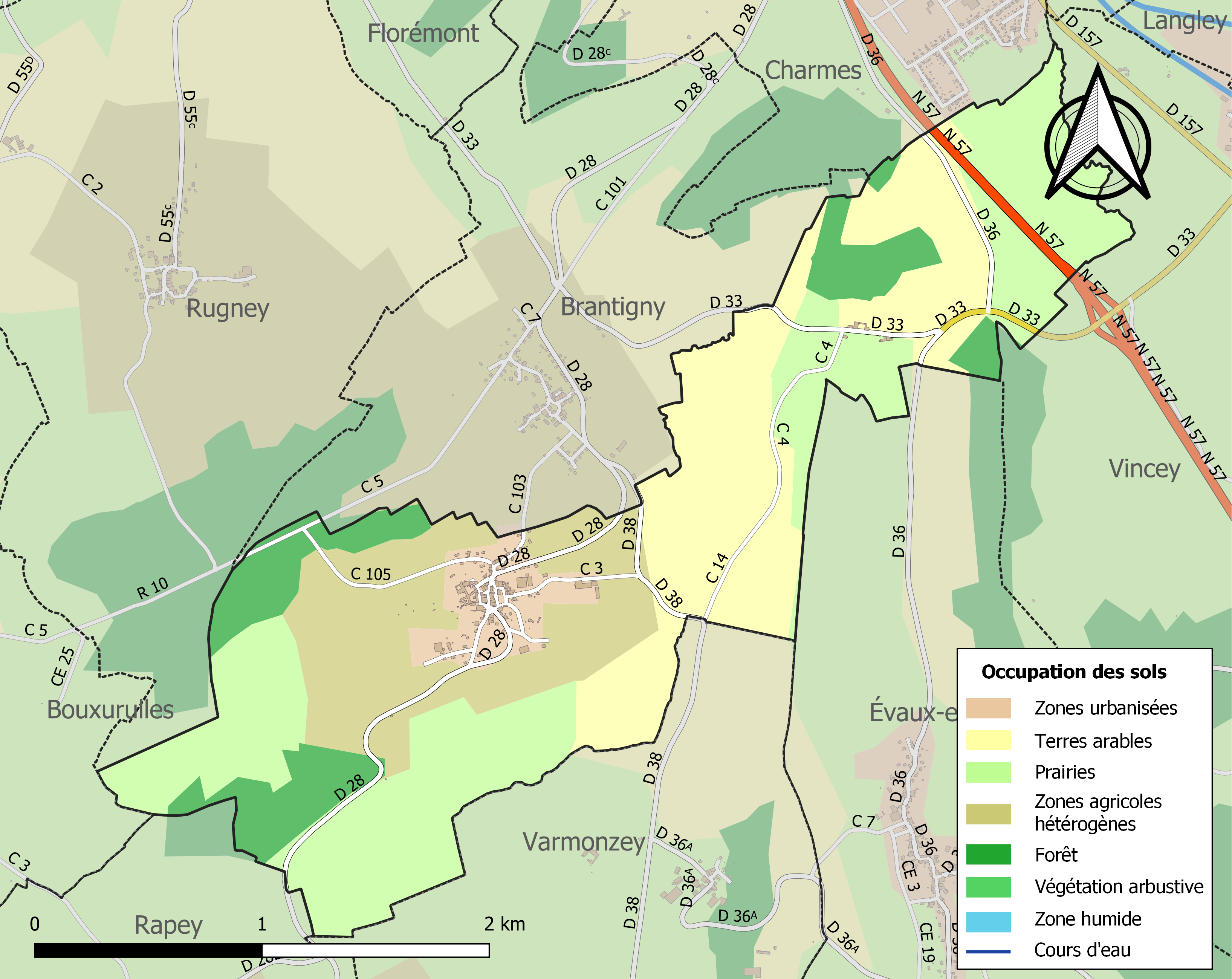
Carte des infrastructures et de l'occupation des sols de la commune en 2018 (CLC).

## Toponymie
Le nom de la localité est attesté sous les formes Ubexei (1354) ; Eubrexey (1403) ; Ubexey (1579) ; « Jehan Liebault d’Ubxy » (1579) ; Ubexeium (1768) ; Obcheye (1779).

## Histoire
Le nom du village, Ubexei, est attesté dès 1354.
Ubexy appartenait au bailliage de Charmes et était le chef-lieu d’une seigneurie dont dépendaient Rapey, le hameau de Dommartin-sur-Colmé et une partie de Bettegney-Saint-Brice. 
Au spirituel, la commune dépendait de Dommartin-sur-Colmé, église champêtre et annexe de Brantigny, puis en 1690, elle devient annexe de Brantigny. En 1788, enfin, elle est érigée en paroisse.

## Politique et administration

### Budget et fiscalité 2022
En 2022, le budget de la commune était constitué ainsi :
- total des produits de fonctionnement : 144 000 €, soit 861 € par habitant ;
- total des charges de fonctionnement : 114 000 €, soit 682 € par habitant ;
- total des ressources d'investissement : 191 000 €, soit 1 146 € par habitant ;
- total des emplois d'investissement : 205 000 €, soit 1 229 € par habitant ;
- endettement : 342 000 €, soit 2 049 € par habitant.

Avec les taux de fiscalité suivants :
- taxe d'habitation : 7,99 % ;
- taxe foncière sur les propriétés bâties : 34,63 % ;
- taxe foncière sur les propriétés non bâties : 15,93 % ;
- taxe additionnelle à la taxe foncière sur les propriétés non bâties : 0,00 % ;
- cotisation foncière des entreprises : 0,00 %.

Chiffres clés Revenus et pauvreté des ménages en 2021 : médiane en 2021 du revenu disponible, par unité de consommation : 20 840 €.

## Économie

### Entreprises et commerces

#### Agriculture
- Culture et élevage associé.
- Élevage d'autres bovins et de buffles.

#### Tourisme
- Hébergements et restauration à Rugney, Vincey, Mirecourt, Épinal, Rouvres-en-Xaintoix, Sanchey.

#### Commerces
- Commerces et services de proximité.

### Liste des maires
| Période                                  | Période  | Identité        | Étiquette | Qualité |
| ---------------------------------------- | -------- | --------------- | --------- | ------- |
| Les données manquantes sont à compléter. |          |                 |           |         |
| 2001                                     | 2008     | Alain Jeanvoine | DVD       |         |
| 2008                                     | En cours | Gérard Colin    |           |         |

## Population et société

### Démographie

#### Évolution démographique
L'évolution du nombre d'habitants est connue à travers les recensements de la population effectués dans la commune depuis 1793. Pour les communes de moins de 10 000 habitants, une enquête de recensement portant sur toute la population est réalisée tous les cinq ans, les populations de référence des années intermédiaires étant quant à elles estimées par interpolation ou extrapolation. Pour la commune, le premier recensement exhaustif entrant dans le cadre du nouveau dispositif a été réalisé en 2004.

En 2022, la commune comptait 169 habitants, en évolution de −6,11 % par rapport à 2016 (Vosges : −2,96 %, France hors Mayotte : +2,11 %).
| 1793 | 1800 | 1806 | 1821 | 1831 | 1836 | 1841 | 1846 | 1856 |
| ---- | ---- | ---- | ---- | ---- | ---- | ---- | ---- | ---- |
| 369  | 340  | 432  | 295  | 354  | 361  | 376  | 380  | 367  |

| 1861 | 1866 | 1876 | 1881 | 1886 | 1891 | 1896 | 1901 | 1906 |
| ---- | ---- | ---- | ---- | ---- | ---- | ---- | ---- | ---- |
| 351  | 359  | 362  | 318  | 317  | 299  | 291  | 254  | 255  |

| 1911 | 1921 | 1926 | 1931 | 1936 | 1946 | 1954 | 1962 | 1968 |
| ---- | ---- | ---- | ---- | ---- | ---- | ---- | ---- | ---- |
| 225  | 241  | 241  | 235  | 223  | 212  | 216  | 203  | 200  |

| 1975 | 1982 | 1990 | 1999 | 2004 | 2006 | 2009 | 2014 | 2019 |
| ---- | ---- | ---- | ---- | ---- | ---- | ---- | ---- | ---- |
| 174  | 207  | 212  | 199  | 169  | 171  | 170  | 172  | 167  |

| 2022 | - | - | - | - | - | - | - | - |
| ---- | - | - | - | - | - | - | - | - |
| 169  | - | - | - | - | - | - | - | - |

### Enseignement
Établissements d'enseignements :
- Écoles maternelles et primaires à Évaux-et-Ménil, Florémont, Vincey, Charmes, Brantigny.
- Collèges à Charmes, Châtel-sur-Moselle, Mirecourt, Dompaire, Thaon-les-Vosges.
- Lycées à Mirecourt, Thaon-les-Vosges, Harol, Épinal.

### Santé
Professionnels et établissements de santé :
- Médecins à Charmes, Vincey, Nomexy, Châtel-sur-Moselle, Mirecourt.
- Pharmacies à Charmes, Vincey, Portieux, Nomexy, Châtel-sur-Moselle, Mirecourt.
- Hôpitaux à Charmes, Châtel-sur-Moselle, Mirecourt, Mattaincourt.

### Cultes
- Culte catholique, Paroisse Saint-Nicolas-du-Haut-du-Mont[26], Diocèse de Saint-Dié.

## Culture locale et patrimoine

### Lieux et monuments
- Château du XIIIe siècle. Le 20 février 1819, le château est acheté 56 000 francs par le comte Félix-René-Marie de Pardieu, seigneur de Vadancourt, Bray-Saint-Christophe, Bracheux, Hérouel et autres lieux, maire de Saint-Quentin en 1792 époux de Gabrielle-Pauline d'Ollone (mariés le 11 octobre 1809). Le château aurait appartenu auparavant à sieur Régnauld[27].
- Abbaye cistercienne Notre-Dame-de-Saint-Joseph avec une porte sarrasine du XIIIe siècle. C’est en 1841 qu’un groupe de moniales parti de Laval en Mayenne arrive dans les Vosges pour y mener la vie contemplative. Parmi les fondatrices se trouvent deux Vosgiennes. Au début des années 1960, 93 sœurs occupent les sept hectares du domaine. Réduites à douze en 2012, elles quittent Ubexy pour Notre-Dame d'Igny dans la Marne.
- Plaques de Cocher, patrimoine routier[28].
- Plaque commémorative Paroisse Ubexy : Guerres 1914-1918 et 1939-1945[29].
- Patrimoine architectural rural recensé par le service de l'Inventaire général du patrimoine culturel[30],[31],[32],[33],[34].

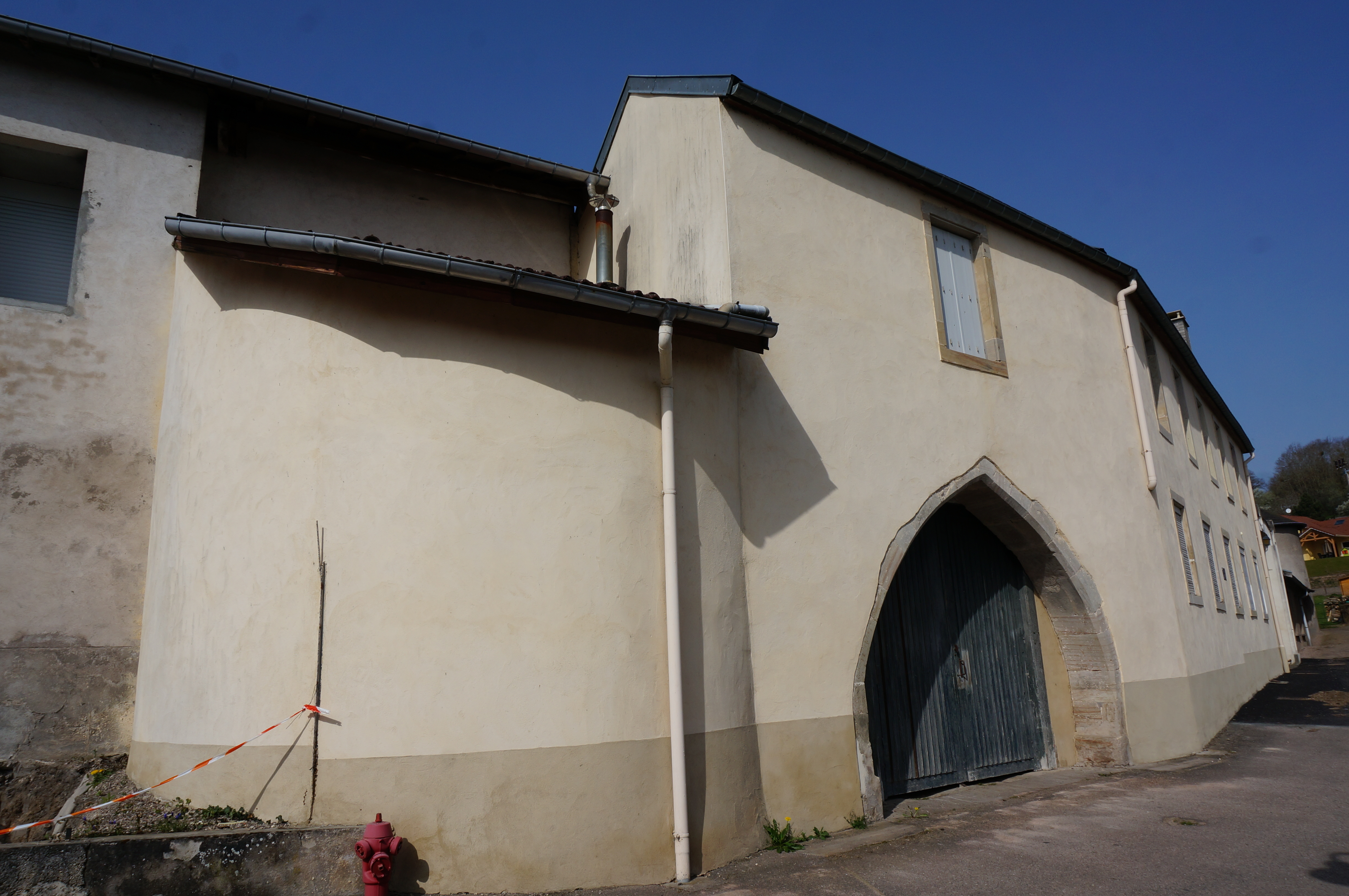
Porte sarrasine.
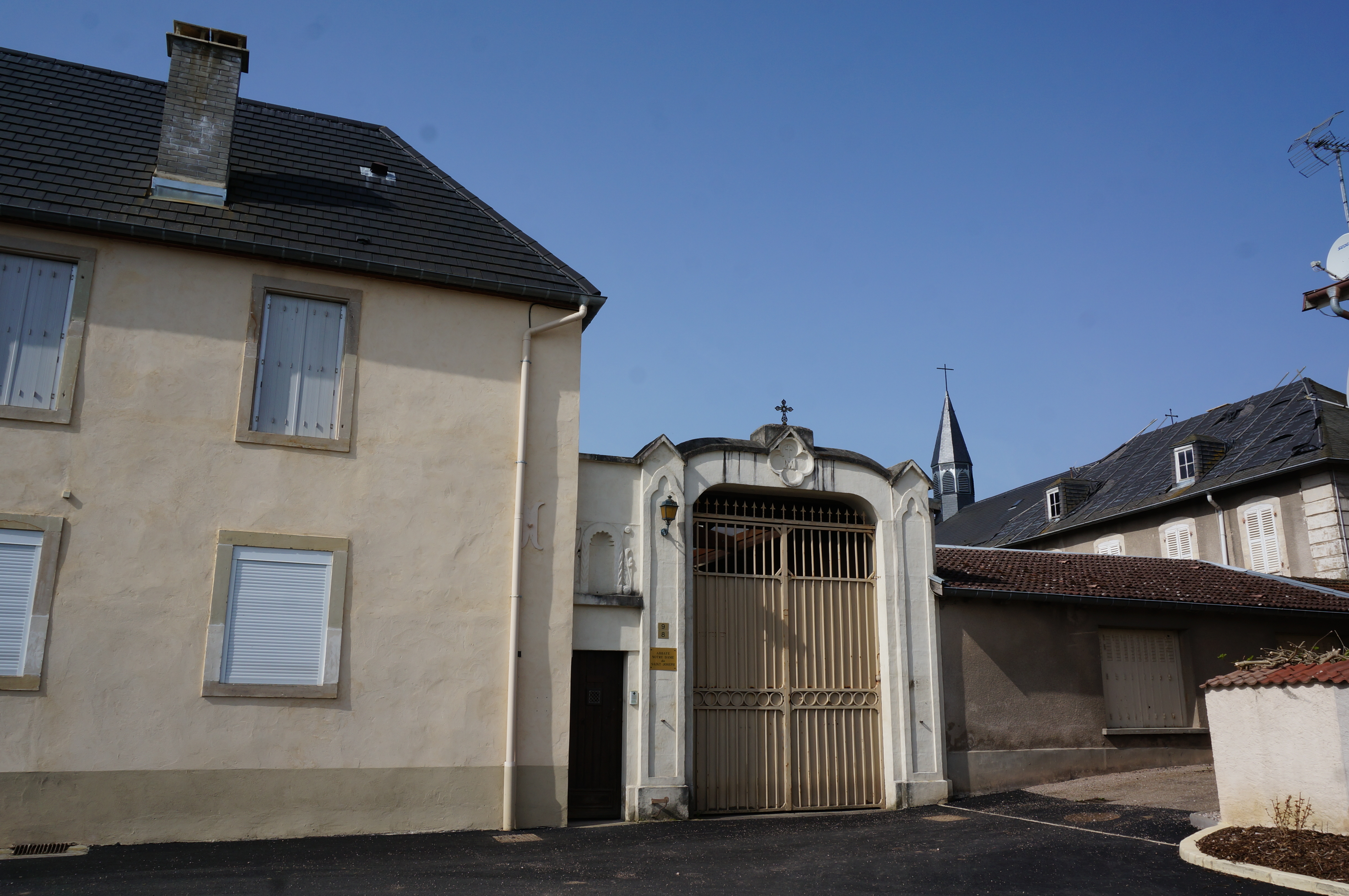
Porterie et chapelle du monastère.

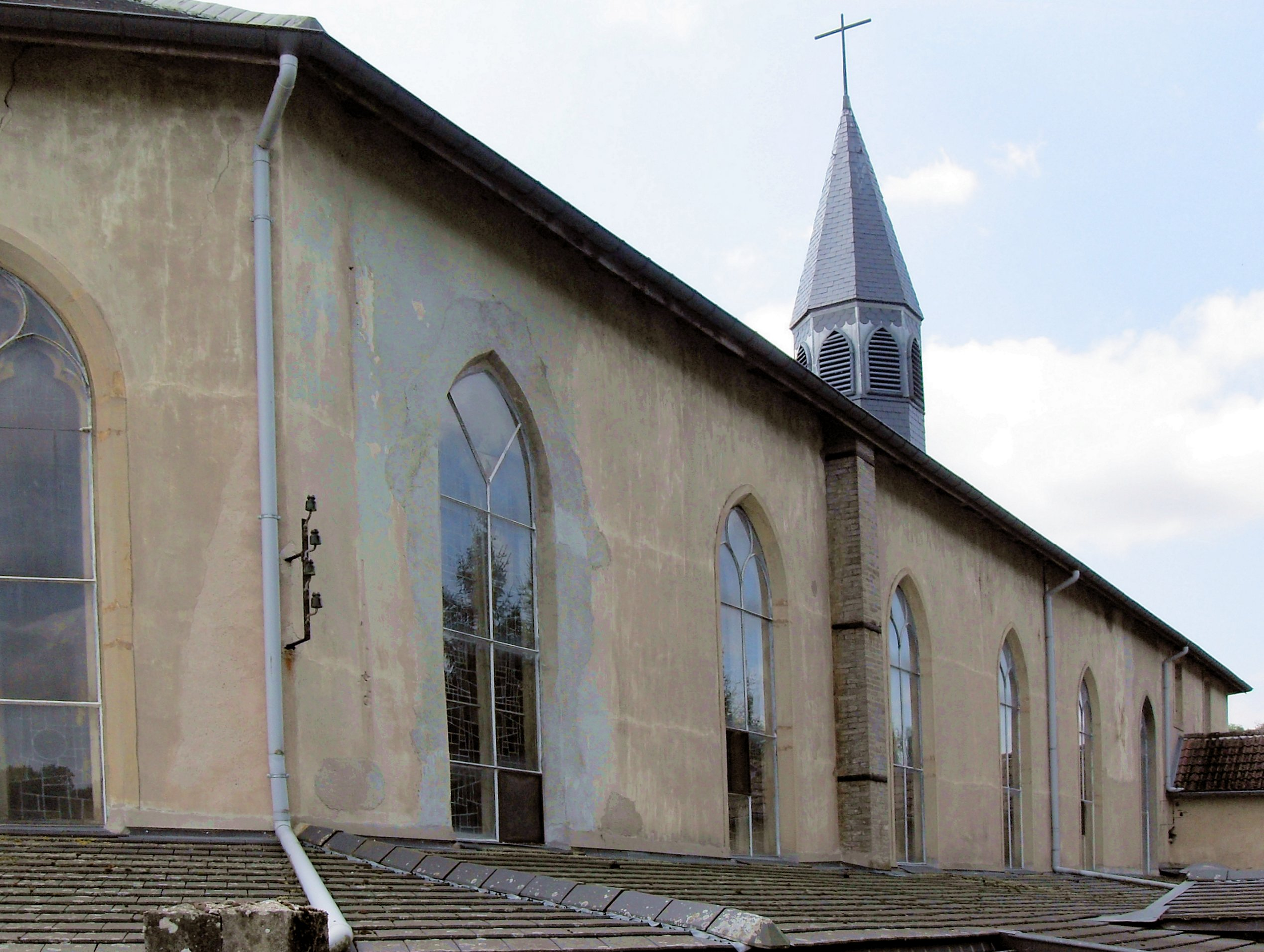
L'église d'abbaye N-D St-Joseph.
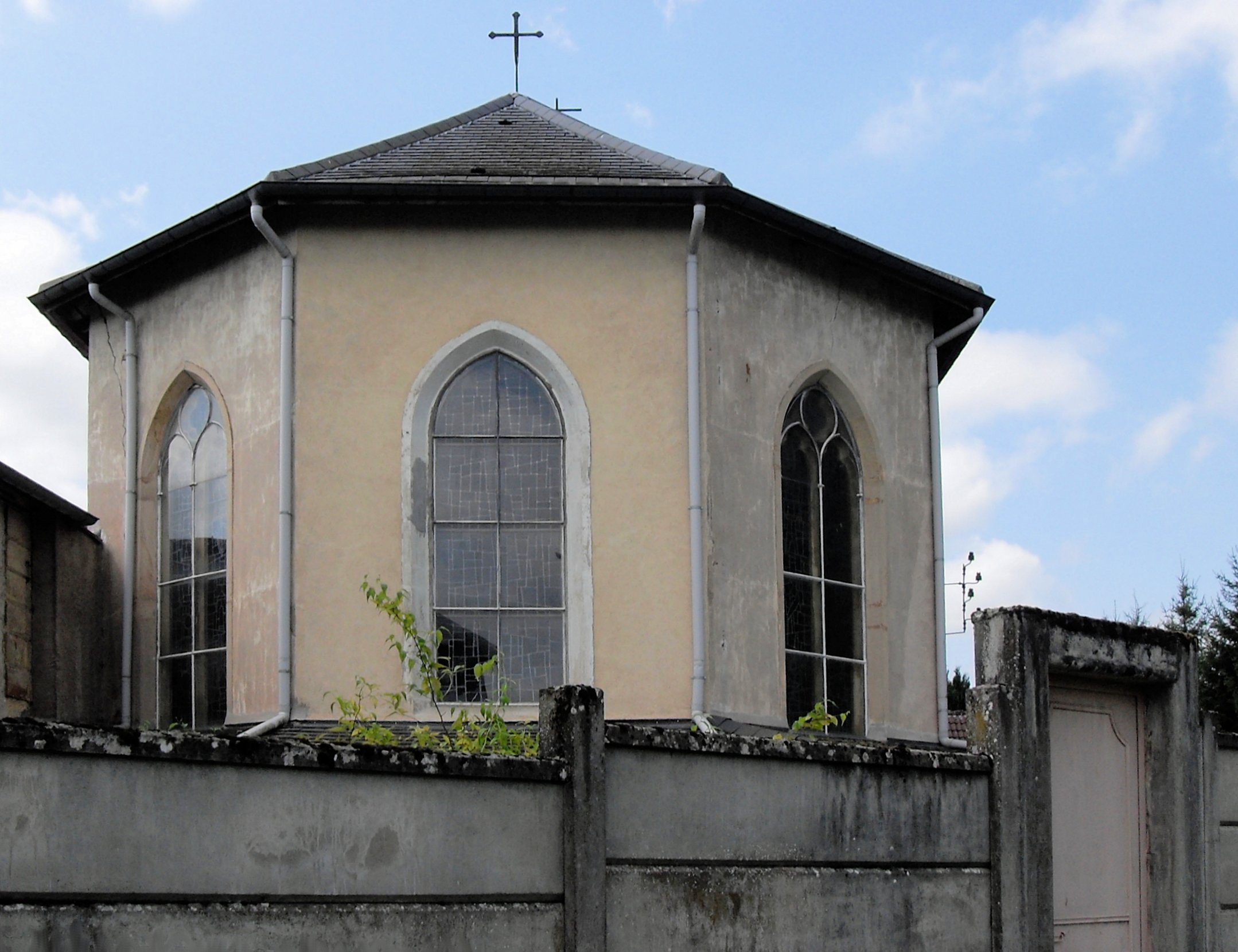
L'église d'abbaye Notre-Dame de Saint-Joseph.
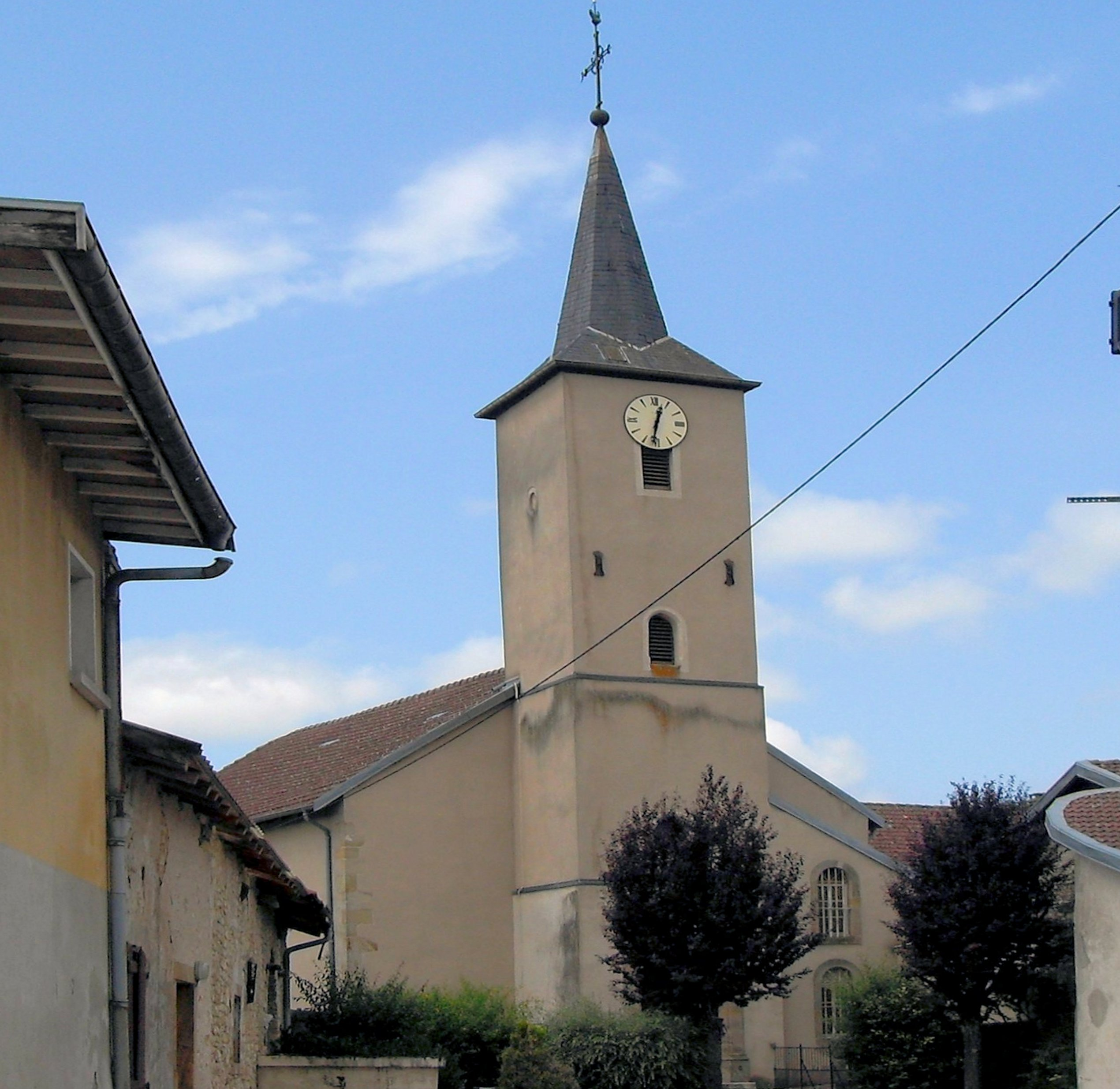
L'église Saint-Martin.
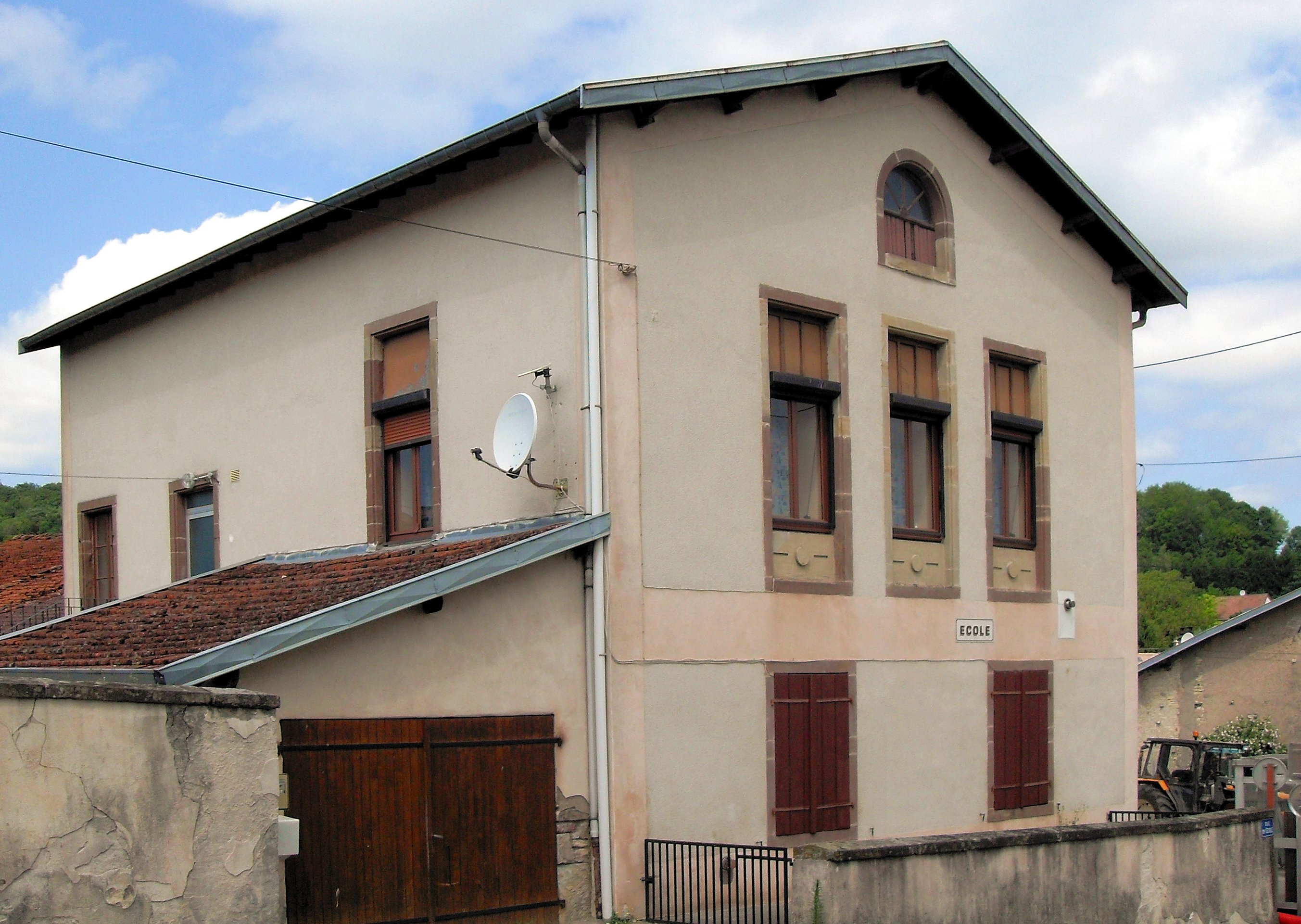
L'école d'Ubexy.

### Personnalités liées à la commune
- Jeanne-Marie Leprince de Beaumont, femme de lettres Française et autrice de contes pour enfants.

- André Breton (1896-1966). Le poète surréaliste est le fils de Louis Breton (1867-1955), né à Vincey mais élevé à Ubexy avant de partir pour la Bretagne puis Pantin. André Breton connaît Ubexy pour y avoir fréquenté sa tante Lucie.

### Héraldique
| Blason de Ubexy | Blason  | Ecartelé au 1° de gueules à une molette d'or, au 2° d'or à la tour d'azur ouverte et ajourée du champ, au 3° bandé d'or et d'azur de six pièces, au 4° de gueules à la lettre X d'or. |
| Blason de Ubexy | Détails | Armoiries composées par R. A; Louis et B. Georgin et mises à la disposition de la commune en janvier 2016.                                                                            |

## Pour approfondir